# Autostrada A659 (Niemcy)
Autostrada A659 (niem. Bundesautobahn 659 (BAB 659) także Autobahn 659 (A659)) – autostrada w Niemczech przebiegająca z południowego zachodu na północny wschód, łącząca autostradę A6 z autostradą A5 i jednocześnie Mannheim z Weinheimem w Badenii-Wirtembergii.